# Logis seigneurial de Parçay-Meslay
Le logis seigneurial de Parçay-Meslay, également désigné sous le noms de La Commanderie et d'ancien château, est un corps de logis construit vers la fin de la guerre de Cent Ans, au XVe siècle, puis au cours du XVIIe siècle. Ce logis seigneurial est situé dans le centre-bourg de la commune de Parçay-Meslay, dans le département d'Indre-et-Loire.
Le bâtiment a fait l'objet d'une inscription sur l'inventaire supplémentaire des monuments historique en 2005.

## Contexte géographique
| - OpenStreetMap Plan au sol du logis seigneurial et de son environnement immédiat. |

La Commanderie est située sur la commune de Parçay-Meslay, ville faisant partie de l'arrondissement de Chinon, dans le département d'Indre-et-Loire, en région Centre-Val de Loire. Plus précisément, l'édifice religieux trouve son emplacement au cœur du centre-bourg de Parçay,.
Le logis seigneurial est encadré par l'« allée du Bourg » et l'allée de La Commanderie au nord-ouest, par l'« rue de la Thibaudière » au nord-est, par la « rue Saint-Joseph » au sud-ouest et par l'« allée de l'Orangerie », au sud,,. En outre, le bâtiment est entourée par une place publique (la « place de l'Église »).. Du côté opposé, au sud, le corps de logis fait face à l'église Saint-Pierre, un édifice religieux construit au cours du XIe siècle.
Un large périmètre de protection patrimonial, dont le rayon est supérieur ou inférieur à 500 m, selon les endroits, entoure l'édifice.

## Historique
La seigneurie de Parçay-Meslay était du ressort de l'abbatiat de Marmoutier. Cependant, l'institution médiévale possédait le pouvoir d'exercer la justice. Dans ce cadre, le seigneur de Parçay, représentant de ce pouvoir judiciaire, devait avoir jouissance d'utiliser un « château » qui soit à la hauteur de son rang. Le logis seigneurial de Parçay-Meslay est construit au cours du XVe siècle, vers la fin de la guerre de Cent Ans. L'édifice, fondé par l'abbaye de Marmoutier, devient alors le siège d'un vaste ensemble seigneuriale et agricole comprenant une ferme abbatiale,.
Il fait l'objet d'une seconde phase de construction au cours du XVIIe siècle.
Sous la révolution française, en 1791, le logis fait l'objet d'une vente au titre de bien national. Vers la fin du XIXe siècle, l'ancien logement du seigneur de Parçay abrite les locaux de la mairie, au 1er étage et ceux de l'école publique réservée aux garçons, au rez-de-chaussée.
L'édifice bénéficie d'une inscription sur l'inventaire supplémentaire des monuments historiques  par arrêté ministériel du 7 avril 2005. Le logis seigneurial abrite actuellement les sièges d'associations locales.

## Architecture et description

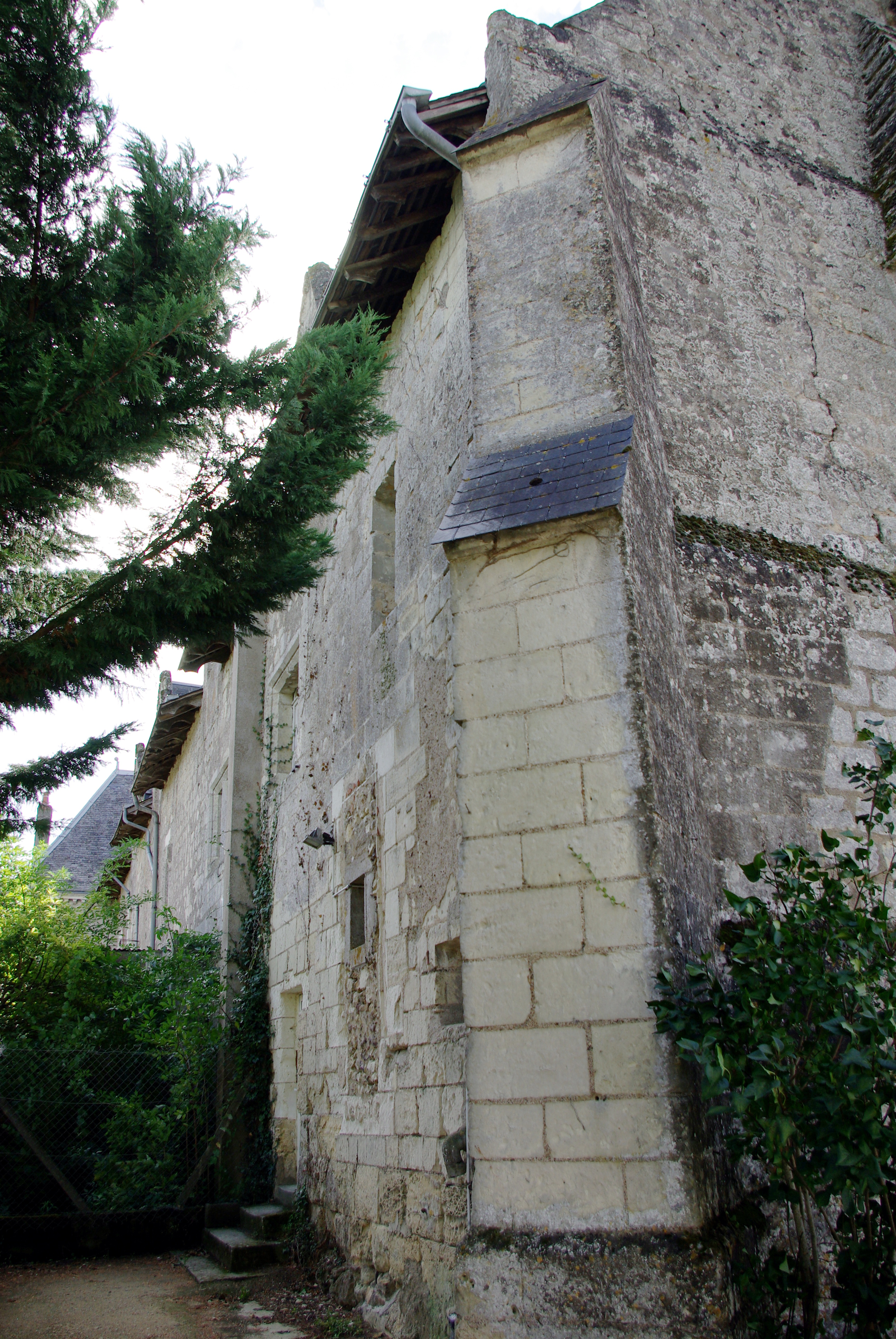
Mur pignon ouest flanqué d'un contrefort d'angle.

Le logis seigneurial, de style gothique flamboyant,, affecte un plan au sol de forme rectangulaire. Ces murs latéraux sont chacun couronnés par un pignon. Les charges du mur-pignon situé sur le côté ouest sont contenues grâce à deux contreforts en éperon. Il est flanqué d'un avant-corps formant une saillie. Cette extension comporte les conduits de cheminée.

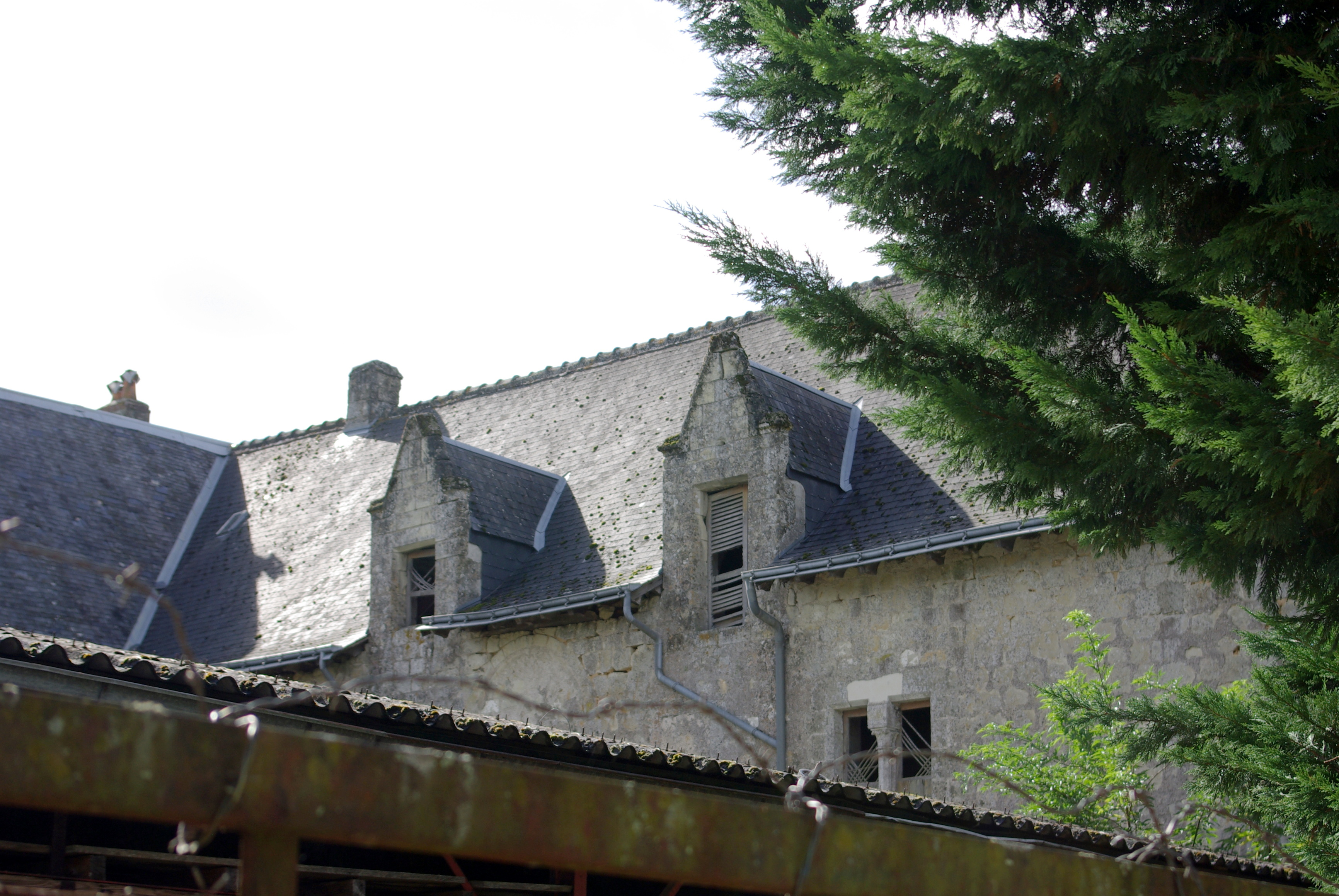
Les combles pourvus de lucarnes.

Le bâtiment est éclairé par plusieurs baies. Quelques-unes de ces ouvertures sont pourvues de meneaux. La façade septentrionale est percée d'une baie munie, en son centre, d'une paire de colonnettes. Des caves reliées les unes aux autres ont été creusées sous l'édifice seigneurial. Des escaliers souterrains à voûte et relativement longs permettent d'y accéder. Cependant, ces accès aux cavités ont été cloisonnées.
Le corps de logis est attenant à deux bâtiments d'époque moderne dont l'un est situé sur le côté est et le second disposé sur le côté sud-est. L'édifice est également associé à un puits, lequel a été aménagé d'une motopompe en 1929
La toiture repose sur une charpente en « coque de navire » inversée, un ouvrage exécuté par les chantiers navals de Saint-Nazaire,. Des lucarnes, pourvues de gables affectés d'une forme triangulaire, viennent en saillie des combles.

## Pour approfondir